# Iouga
Iouga é uma reconstrução sugerida do nome de uma deusa britânica-romana conhecida de uma única inscrição fragmentária sobre uma pedra de altar em Iorque. O nome aparece como Ioug[...] or Iou[...] na pedra danificada, que diz:
NVMINIB AVG ET DEAE IOV[...]
SIVS AEDEM PRO PARTE D[...]
Para o nume do(s) Imperador(es) e à deusa Iou[..], [..]sio (construída/restaurada) uma (meia?) parte de um templo.
Lendo o nome fragmentário como Ioug[...], Roger Wright propôs a forma reconstruída Iouga, que conectou ao proto-céltico *jugā significando 'jugo'. Entretanto, Theresia Pantzer, revisando a pedra, sugere que o que Wright tinha percebido como vestígios de uma letra g foi, meramente, "mais dano à pedra do que parte de uma letra". A deusa é entretanto desconhecida.